# Joe "Jellybean" Bryant
Joseph Washington "Jellybean" Bryant (født 19. oktober 1954 i Philadelphia, Pennsylvania, død 16. juli 2024) var en amerikansk tidligere basketballspiller og basketballtræner. 
Bryant var fra 2005 til 2007 cheftræner i WNBA's Los Angeles Sparks. Han har været træner i Italien, Japan og Thailand. Han er far til Los Angeles Lakers-stjernen Kobe Bryant.